# جنو ميل مان
جنو ميل مان (بالإنجليزية: GNU Mailman)‏ هو برنامج حاسوبي من مشروع جنو لإدارة قوائم البريد الإلكتروني.
تمت برمجة ميل مان أساساً بلغة بايثون ويقوم بصيانته باري وورسو. ميل مان برنامج مجاني يتم توزيعه تحت رخصة جنو العمومية.

## وصلات خارجية
- الموقع الرسمي